# NGC 5884
NGC 5884 је двојна звезда у сазвежђу Волар која се налази на NGC листи објеката дубоког неба.
Деклинација објекта је + 31° 51' 44" а ректасцензија 15h 13m 9,2s. Привидна величина (магнитуда) објекта NGC 5884 износи 13,6.